# Yahia Fofana
Yahia Fofana, född 21 augusti 2000, är en ivoriansk-fransk fotbollsmålvakt som spelar för Angers.

## Klubbkarriär

### Le Havre
Den 4 juli 2019 skrev Fofana på sitt första proffskontrakt med Le Havre; ett treårskontrakt. Han gjorde sin Ligue 2-debut den 30 januari 2021 i en 0–0-match mot Chamois Niortais efter att ha blivit inbytt då förstemålvakten Mathieu Gorgelin blivit utvisad. Fofana var sedan klubbens förstemålvakt under säsongen 2021/2022 och spelade 35 ligamatcher.

### Angers
Den 19 januari 2022 värvades Fofana av Angers, där han skrev på ett fyraårskontrakt med start den 1 juli 2022. Efter att startat säsongen 2022/2023 som andremålvakt bakom Paul Bernardoni gjorde Fofana den 11 september 2022 sin Ligue 1-debut i en 2–1-vinst över Montpellier. Angers blev nedflyttade till Ligue 2 vid slutet av säsongen 2022/2023 och inför kommande säsong blev han utsedd till klubbens förstemålvakt.

## Landslagskarriär

### Frankrikes ungdomslandslag
Fofana representerade Frankrikes ungdomslandslag från U16 till U21-nivå.

### Elfenbenskusten
Den 29 augusti 2023 blev Fofana för första gången uttagen i Elfenbenskustens landslag. Han debuterade den 9 september 2023 i en 1–0-vinst över Lesotho. Den 28 december 2023 blev Fofana uttagen i Elfenbenskustens trupp till afrikanska mästerskapet 2023. Han var sedan med och blev afrikansk mästare efter att Elfenbenskusten besegrat Nigeria i finalen.

## Meriter
Elfenbenskusten
- Vinnare av Afrikanska mästerskapet: 2023